# Майкл Ділейні
Майкл Ділейні (англ. Michael Delany, 22 серпня 1965) — австралійський плавець.
Учасник Олімпійських Ігор 1984 року.
Переможець Ігор Співдружності 1982 року.